# Sant'Agata Fossili
Sant'Agata Fossili là một đô thị ở tỉnh Alessandria trong vùng Piedmont của Italia, có vị trí cách khoảng 100 km về phía đông nam của Torino và khoảng 30 km về phía đông nam của Alessandria. Tại thời điểm ngày 31 tháng 12 năm 2004, đô thị này có dân số 425 người và diện tích là 8,0 km².
Đô thị Sant'Agata Fossili có các frazioni (các đơn vị cấp dưới, chủ yếu là các làng) Podigliano, Torre Sterpi và Giusolana.
Sant'Agata Fossili giáp các đô thị: Carezzano, Cassano Spinola, Castellania, Gavazzana và Sardigliano.